# Sunil Amrith
Sunil S. Amrith (Kenia, 1979) is een historicus die Renu and Anand Dhawan Professor of History is aan de Yale-universiteit. Zijn onderzoeksinteresses omvatten de transnationale migratie in Zuid- en Zuidoost-Azië.

## Biografie
Amrith werd geboren in Kenia uit ouders van Tamil Nadu, en groeide op in Singapore. Hij ontving zijn postsecundair onderwijs aan de Universiteit van Cambridge en promoveerde in 2005 in de geschiedenis aan diezelfde universiteit. Na kort als onderzoeker aan Trinity College in Cambridge te hebben gewerkt, doceerde hij vervolgens aan Birkbeck College, onderdeel van de Universiteit van Londen. In 2015 werd hij hoogleraar Zuid-Aziatische geschiedenis werd aan de Harvard-universiteit. Hij leidde ook het Joint Centre for History and Economics tussen Harvard en de Universiteit van Cambridge, en was interim-directeur van het Mahindra Humanities Center van Harvard. In 2020 maakte de Yale-universiteit bekend dat ze Amrith hadden benoemd tot hoogleraar geschiedenis.
Amrith ontving in 2016 de Infosys Prize in Humanities voor zijn bijdragen aan de geschiedenis van migratie, milieugeschiedenis, de geschiedenis van de internationale volksgezondheid en de geschiedenis van hedendaags Azië. Hij werd een MacArthur Fellow in 2017. Amrith heeft ook verschillende non-fictieboeken geschreven. Unruly Waters, dat de invloed van water op de politieke en economische ontwikkeling van het Indiase subcontinent bestudeert, werd in 2019 genomineerd voor de Cundill History Prize. Voor zijn onderzoek naar milieu-, gezondheids- en emigratiegeschiedenis in Zuid- en Zuidoost-Azië ontving Amrith in 2022 de Dr. A.H. Heinekenprijs voor de Historische Wetenschap.
- Bibsys: 1542227317278
- Bibliothèque nationale de France: cb16669075b (data)
- Catàleg d'autoritats de noms i títols de Catalunya: 981058615405606706
- CiNii: DA16672937
- Gemeinsame Normdatei: 143140876
- International Standard Name Identifier: 0000 0000 4052 3456
- Library of Congress Control Number: n2006038544
- Bibliotheek van het Japanse parlement: 031277655
- Nationale Bibliotheek van Tsjechië: jo20201088027
- Nationale Bibliotheek van Israël: 987007334073905171
- Nederlandse Thesaurus van Auteursnamen: 364210621
- Réseau des bibliothèques de Suisse occidentale: 02-A023190407
- Système universitaire de documentation: 111738814
- Semantic Scholar: 21548553
- Virtual International Authority File: 26490977
- WorldCat: E39PBJjRV8gMdYvmXjvjYbc3wC